# ستاره پادشاهان
ستاره پادشاهان (ایتالیایی: La stella dei re) یک فیلم تلویزیونی درام مذهبی ایتالیایی است که در سال ۲۰۰۷ منتشر شد.

## گزیدهٔ بازیگران
- لئو گولوتا
- لوکا وارد
- نیکلا دی پینتو
- منصور بدری